# یواس‌اس کاروندلت (۱۸۶۱)
یواس‌اس کاروندلت (۱۸۶۱) (به انگلیسی: USS Carondelet (1861)) یک کشتی بود که طول آن ۱۷۵ فوت (۵۳ متر) بود. این کشتی در سال ۱۸۶۱ ساخته شد.